# Mont Dodo
Le mont Dodo (百々ヶ峰, Dodo-ga-mine), ou mont Dodogamine, se trouve dans la partie nord de la ville de Gifu dans la préfecture du même nom au Japon. Culminant à 418 m d'altitude, c'est la plus haute colline de la ville. La petite vallée intérieure de la montagne comprend l'étang de Matsuo et les chutes de Hagi.
Le Hokke-ji, temple bouddhiste de l'école shingon, est installé sur les contreforts de la montagne.

## Ascension
Il existe six itinéraires pour atteindre le sommet :
- itinéraire Mitahora Kōbō (三田洞弘法ルート) ;
- itinéraire de l'étang de Matsuo (松尾池ルート Matsuoike Rūto) ;
- itinéraire Shōrai Danchi (松籟団地ルート) ;
- itinéraire Nishiyama Yongō-fun (西山4号墳ルート) ;
- itinéraire Nishiyama Danchi (西山団地ルート) ;
- itinéraire du Suwa-jinja (諏訪神社ルート Suwa Jinja Rūto).

Le sentier de nature Tōkai (東海自然歩道 Tōkai Shizen Hodō) traverse le mont Dodo en utilisant plusieurs voies pour monter et descendre le mont.

## Attractions au sommet
- Observatoire du mont Haku (白山展望台 Hakusan Tenbōdai)
- Observatoire de la Nagara-gawa (長良川展望台 Nagaragawa Tenbōdai)